# Обершютцен
Обершютцен (нім. Oberschützen) — громада округу Оберварт у землі Бургенланд, Австрія.
Обершютцен лежить на висоті  355 м над рівнем моря і займає площу 44,36 км². Громада налічує 2403 мешканців. 
Густота населення 54/км².  
|                                     |
| Обершютцен на мапі округу та землі. |

 Адреса управління громади: Hauptplatz 1, 7432 Oberschützen. 

## Демографія
Історична динаміка населення міста за даними сайту Statistik Austria

## Виноски
1. ↑  Dauersiedlungsraum der Gemeinden Politischen Bezirke und Bundesländer - Gebietsstand 1.1.2018 — Статистичне управління Австрії.
2. ↑  Einwohnerzahl 1.1.2018 nach Gemeinden mit Status, Gebietsstand 1.1.2018 — Статистичне управління Австрії.
3. ↑   www.oberschuetzen.at
4. ↑  Gemeindedaten von Oberschützen

| Австрія | Це незавершена стаття з географії Австрії. Ви можете допомогти проєкту, виправивши або дописавши її. |